# محي الدين السهروردي
محي الدين بن محمد سليم السهروردي العباسي، وهو العقيد الركن عضو مجلس الأمة العراقي للفترة من عام 1932 ولغاية عام 1941 وهو يعتبر من مؤسسي حزب الحرس العراقي، وأحد قادة ثورة العشرين في العراق.

## ولادته ونشأته
ولد محي الدين في بغداد عام 1306هـ/ 1889م، وبعد اكمالهِ الدراسة الأولية في الكتاتيب درس بالمدارس العثمانية ثم التحق بالمدرسة الحربية في إسطنبول، وتخرج برتية ضابط ملازم ثاني عام 1904، وعمل في وحدات الجيش العثماني في الحرب العالمية الأولى، وبعد حملة بلاد الرافدين وسقوط الدولة العثمانية، ونشوء دولة المملكة العراقية، ألتحق بالجيش العراقي عند تأسيسهِ وكان تاريخ تعيينه في 6 كانون الثاني من عام 1921، وهو من الضباط الأوائل من مؤسسي فوج موسى الكاظم، ثم عمل في وظائف الدولة في عهد المملكة العراقية حتى رقي إلى رتبة عقيد وشغل المناصب الإدارية في الأركان الحربية، ثم صار عضوا في مجلس الأمة العراقي للفترة من عام 1932 ولغاية قيام ثورة مايس في عام 1941.
ومن أولادهِ الأديب نجم الدين السهروردي، من أعلام الفلسفة والأدب والرياضة في العراق. والدكتور محمد سليم،  الحاصل على شهادة دكتوراه في الزراعة ويعمل بدرجة خبير في وزارة الزراعة. و محمد المهدي السهروردي، والشيخ ناصر السهروردي ومنصور السهروردي

## وفاته
توفي في بغداد عام 1970 عن عمر ناهز 81 عام .